# Крюкова, Светлана Валентиновна
Светла́на Валенти́новна Крю́кова (укр. Світлана Валентинівна Крюкова; 28 февраля 1984, Киев, Украинская ССР) — украинская журналистка, бывший первый заместитель главного редактора интернет-издания «Страна.ua» (2016—2022); автор книги «Сетка», соавтор книг «Дневник Евромайдана. Революция глазами журналистов „Репортёра“» и «Хроники революции». Также известна как автор идей и продавец картин в жанре политической сатиры. Входила в топ-100 самых влиятельных женщин Украины по версии журнала «Фокус» в 2021 году.
С июля 2024 года временно приостановила свою журналистскую деятельность.

## Биография
Родилась 28 февраля 1984 года в Киеве. Окончила филологический факультет специализированного киевского лицея «Наукова зміна».
В 2001—2006 годах училась в Киевском национальном экономическом университете им. Вадима Гетьмана (финансово-экономический факультет). Магистр финансов.

### Журналистская деятельность
Карьеру в журналистике начинала как экономический журналист, специализирующийся на государственных финансах и экономической политике.
В конце 2004 года в Украине стартует первая ежедневная украинская деловая газета «Экономические известия», где Крюкова начинает карьеру как стажёр в отделе «Государственная политика». Проработала там три года в должности корреспондента, обозревателя и специального корреспондента.
В 2006 году переходит в газету «Комментарии». В этот же период начала сотрудничать с изданиями «Экономическая правда» и «Украинская правда» как внештатный журналист. Спустя время ненадолго прерывает карьеру и уезжает в США на работу в проектах в области fashion. В этот же период стажируется в Нью-Йорке и Вашингтоне в рамках программы «Журналистика цифрового будущего».
С 2009 года — специальный корреспондент в журнале «Эксперт-Украина», выходившего по лицензии одноимённого российского журнала. В 2010—2012 годах — заместитель главного редактора журнала «Эксперт-Украина», редактор направления «Экономическая политика».
С 2013 по 2015 год возглавляла направление «Экономика» журнала «Вести. Репортёр», входящий в состав холдинга «Мультимедиа-инвест Групп». Журналист покинула издание летом 2015 года вслед за уходом главы холдинга и главреда газеты «Вести» Игоря Гужвы, называвшего себя владельцем медиахолдинга. Одной из причин её ухода стал невыпуск журналом её репортажа о предвыборной борьбе в Чернигове между Геннадием Корбаном и Сергеем Березенко, в дальнейшем опубликованного на сайте «Украинская правда». Главред журнала Глеб Простаков разъяснял невыпуск тем, что статья редактора являлась пиаром. По версии Крюковой, материал не вышел в «Вести. Репортёр» из-за негативной оценки в нём Березенко и администрации президента, а также резкой смены редакционной политики холдинга после увольнения Игоря Гужвы.
После ухода из холдинга Крюкова соглашается на предложение издательство «Саммит-Книга» написать книгу о подноготной избирательной кампании, продолжив её главой о том, как делаются местные выборы.
В конце 2015 года Крюкова, вместе с рядом бывших сотрудников изданий «Мультимедиа-инвест холдинга», присоединилась к запущенной Игорем Гужвой интернет-газете «Страна.ua». С февраля 2016 по октябрь 2022 года Крюкова работала первым заместителем главного редактора.
С марта по август 2016 года Светлана Крюкова вместе с главредом сайта «Украинская правда» Севгиль Мусаевой провела серию специнтервью «Чёрное и белое».
С 2016 по 2017 год вместе с Игорем Гужвой была ведущей программы «Субъективные итоги пятницы от Strana.ua» на телеканале NewsOne.
В марте 2019 года Светлана Крюкова выпустила книгу «#СЕТКА. Хищники против ПОРНОкопытных», которая рассказывает об истории украинской политики за последние пять лет. Книга собрала множество отзывов и рецензий от украинских политиков, журналистов и политтехнологов. Выход книги прокомментировали главный редактор «Страна.ua» Игорь Гужва, экс-глава партии «УКРОП» Геннадий Корбан, политтехнолог Дмитрий Раимов, народный депутат Украины Максим Бужанский, журналист Алёна Яхно и другие.
Сначала она впрыгнула в багажник под видом репортёра. Потом сказала, что напишет книгу. Три года кота за яйца тянула. Думал, опять обманула. Потом написала. И ещё издала в разгар выборов, ну типа бесстрашная. В довесок — издательшу выбрала, такую же оторванную. Славы хотят, скандальной. Чтоб прилетели 500 альфовцев на голубом вертолёте.Геннадий Корбан
Иллюзии рухнули. Рухнули иллюзии Корбана о том, что Систему можно обыграть несистемно. Рухнули иллюзии многих о том, что Саакашвили не шут на подтанцовке, но человек, которого не вызовешь свистом и не отправишь агитировать за Альхена с ямочками на пухлых щеках. Иллюзии о том, что Майдан сделал невозможным то, что было возможным раньше.Максим Бужанский
В июле 2021 года, на своей странице в социальной сети Facebook, Светлана Крюкова резко раскритиковала статью главы Кремля Владимира Путина «Об историческом единстве русских и украинцев». Журналистка в своём посте проанализировала тезисы Путина, которые назвала «махровой пропагандой» с большим количеством недостоверной и ложной информации в оценке истории Украины. По словам Крюковой, Украина имеет исторический шанс на развитие, помешать которому может агрессивная политика российских властей, направленная на оккупацию Украины. Крюкова подчеркнула, что «в период расцвета киевских князей территория Московии была затянута болотами и дикими лесами». Кроме того, она отметила опасность успешной Украины для нынешней Москвы:
У нас сегодня нет выбора. Вариантов два. Первый — реализовать „голубую мечту“ Путина и сдаться, но это не наш путь. Второй — и единственно возможный — идти вперёд. И мы понимаем, насколько высоки ставки писарей от Путина, чтобы нам помешать. Им страшно потому, что проект „Успешная Украина“ похоронит проект „нынешняя Россия“. Примерно так, как проект „успешная Европа/Америка“ развалил проект нищего и отсталого, но при этом громко бряцающего ядерным и другим оружием СССР.Светлана Крюкова
Оценка Светланы Крюковой статьи Путина вызвала широкий общественный резонанс. Проукраинская часть аудитории поддержала журналистку, в то время как аудитория и лидеры общественного мнения, ориентированные на Россию, резко раскритиковали. Среди таких Ольга Шарий, жена пророссийского блогера Анатолия Шария и шоумен Владимир Быстряков. Крюкову обвинили в предательстве идеалов «русского мира» и заподозрили в тайных связях с Офисом президента Украины. Сама же журналистка отрицает любые обвинения. Также звучали предположения, что такой пост может быть частью договорённости между Банковой и главредом «Страна.ua» Игорем Гужвой, результатом которой будет возвращение последнего в Украину. Игорь Гужва был вынужден отреагировать, сообщив, что «не согласен с высказываниями своей подчинённой, однако увольнять её он не будет», отметив что «у неё по Путину была всегда такая точка зрения».
С 9 июля 2024 года Светлана Крюкова временно приостановила свою журналистскую деятельность. На своей странице в Facebook она сообщила, что причиной такого решения стала беременность первенцем:
Я решила сделать то, от чего уклонялась всю жизнь, шарахалась и презирала, как любая деловая женщина, укушенная феминизмом. Я решила прислушаться к нашему президенту и следовать его совету – я иду повышать демографическую ситуацию в стране. Я ухожу в декрет.Светлана Крюкова

### Признание
В 2010 году Светлана Крюкова заняла второе место в номинации «Банки, финансы, инвестиции» премии PRESSзвание. В 2021 году занимала 42-е место в рейтинге 100 самых влиятельных женщин Украины по версии журнала «Фокус».

## Творчество
Также Светлана Крюкова известна как автор идей и продавец картин в стиле «арт-экстази» и в жанре политической сатиры с издевательскими сюжетами, высмеивающими отдельные эпизоды в украинской политике.
В 2018 году запустила серию публичных аукционов в сети Facebook по продаже своих картин. Аукционы приобрели популярность благодаря картинам «Лизоблюд», на которой изображён человек, вылизывающий тарелку, внешне похожий на депутата Верховной Рады Антона Геращенко. Крюкова создала и продала с аукциона пять картин, которые раскупили известные люди — адвокаты, бизнесмены, политики.
Позже с аукциона были проданы и другие скандальные работы. В частности, Крюкова продала картину «Воскрешение», на которой изображён человек, похожий на российского журналиста Аркадия Бабченко. Сюжет высмеивает инсценировку убийства Бабченко, когда его обнаружили убитым в своей квартире, однако позже выяснилось, что он жив, а «убийство» — спецоперация СБУ, проведенная с целью выявить реальных потенциальных убийц Бабченко.
Чуть позже за 5000 долларов Крюкова продала картину «Petr и Мальдивы». На картине, высмеивающей летний тайный отдых украинского президента, изображён обнажённый мужчина с лицом, похожим на действующего президента Петра Порошенко в окружении ангелов и конфетой «птичьего молока» в руке.
Также, в своё время, была выставлена на аукцион картина под названием «Обнимаю» авторства Светланы Крюковой. На картине изображены целующиеся мужчины, похожие на пятого президента Украины Петра Порошенко и президента РФ Владимира Путина.
В День города Харькова, 23 августа 2021 года, была продана картина с изображением покойного мэра Геннадия Кернеса на фоне зоопарка за рекордные 12 500 долларов.
Также, в своё время, героями картин Крюковой становились Игорь Коломойский, Александр Грановский, Олег Ляшко, Игорь Мосийчук, Александр Дубинский, Виктор Медведчук, Илья Кива, Николай Тищенко и другие.

## Инциденты
В январе 2016 года автомобиль Светланы Крюковой был разбит неизвестными. Произошедшее она связывала со своими статьями о Геннадии Корбане.
В отношении Светланы Крюковой происходит регулярное давление со стороны властей в связи с работой в интернет-газете «Страна.ua», критикующей власть. В октябре 2016 года в аэропорту «Борисполь» Крюкову обыскали сотрудники СБУ, пытаясь найти телефон и флешку с информацией, так и не объяснив причину досмотра.

### Прорыв границы вместе с Михаилом Саакашвили
18 октября 2017 года украинские пограничники задержали Крюкову в аэропорту «Борисполь» по возвращении из Амстердама. Сама Крюкова связывает это с репортажем о том, как экс-президент Грузии Михаил Саакашвили пересекал польско-украинскую границу. Крюкова в тот момент находилась в автобусе с Саакашвили и другими СМИ.
6 ноября 2017 года районный суд Львовской области вынес решение по делу об административном правонарушении в отношении Светланы Крюковой, а также в отношении других украинских и грузинских журналистов, которые 10 сентября вместе с Саакашвили прорвались через пункт пропуска «Шегини» во Львовской области. Также, через этот инцидент, Крюкова попала в базу данных сайта «Миротворец», обвинившего её в «сознательном нарушении государственной границы Украины».

### Причастность к Telegram-каналу «Джокер»
В 2019 году появился Telegram-канал, прикрывающийся псевдонимом «Джокер», ставший популярным благодаря пранкерству над депутатами партии «Слуга народа». В разное время, жертвами пранкера становились Евгения Кравчук, Николай Тищенко, Александра Клитина и другие.
Украинские СМИ предполагают, что за Telegram-каналом «Джокер» может стоять Светлана Крюкова, приводя в качестве доказательства тот факт, что первый пранк над Богданом Яременко, экс-главы комитета Верховной Рады Украины по международным делам, был эксклюзивно опубликован на сайте «Страна.ua».
Светлана Крюкова, заместительница главного редактора «Страна.UA», сама может являться Джокером, ведь её издание не только запустило анонима в СМИ, но и получило от деятельности шутника нужные факты.Новое время

### Конфликт с Анатолием Шарием
В июле 2021 года, после того, как Крюкова резко раскритиковала статью Путина об Украине, пророссийский видеоблогер Анатолий Шарий обвинил Крюкову в связях с Офисом президента Украины и начал информационную атаку в отношении издания «Страна.ua». 19 августа 2021 года, журналист Денис Казанский рассказал о расколе в харьковской ячейке Партии Шария и конфликте между Шарием и Крюковой.
Буря в выгребной яме продолжается уже несколько дней. Шарий бьется в истерике, проклинает „Страну“ и Светлану Крюкову. „Страна“ отвечает тем же.Денис Казанский

### Перепалка с Давидом Арахамией
22 октября 2021 года, в эфире программы «Свобода слова Савика Шустера» на телеканале «Украина», произошёл конфликт между Светланой Крюковой и главой парламентской фракции партии «Слуга народа» Давидом Арахамией при обсуждении вопроса ущемления прав журналистов и нападений на представителей СМИ. На вопрос Крюковой о «зарплатах в конвертах», Арахамия уклонился от ответа, назвав издание «Страна.ua» «пропагандистским».

## Книги
- «Дневник Евромайдана». — К. : Саммит-Книга, 2014. — 184 с.
- «Хроники Революции. Книга вторая». — К.: Саммит-Книга, 2015. — 240 с.
- Светлана Крюкова. «#СЕТКА. Хищники против ПОРНОкопытных». — К. : Brand Book Publishing. 2019. — 244 с.